# Ares (mythologie)
Ares (Oudgrieks: Ἄρης, Arês; genitivus Ἄρεως, Areôs) is een figuur uit de Griekse mythologie. Hij is de god van de oorlog en personificatie van de krijgslust. De Romeinse naam voor Ares is Mars.

## Oorsprong
De god Ares is de zoon van Zeus en Hera (Homeros, Ilias V 890; Hesiodos, Theogonia 921f.). Volgens Homeros, is hij de noodlottige aanstichter van de bloedige strijd, een moordzuchtige krijger, die het hoogste genot vindt in wapengekletter en het aanrichten van een bloedbad, zich met vreugde in de vijandelijke rijen stort, en juicht bij het vallen van de verslagenen, bij de doodskreten van de stervenden en bij het aanschouwen van het met lijken bedekte slagveld.
Toch belichaamt Ares ook de deugden van oorlogsvoering. Homeros omschrijft Meriones, bijvoorbeeld, met de woorden “stoutmoedig als Ares”, “zo dapper als Ares” (Ilias XIII 295-330, vert. M.A. Schwartz) en “als Ares zo snel” (Ilias XIII 529). Nestor duidt de Griekse soldaten in een toespraak ook wel aan als “dienaars van Ares” (Ilias VI 50-85). Ook de epitheta die Homeros hanteert om Ares te beschrijven duiden op zijn krijgskundig vermogen. De meest voorkomende is ‘mannenverdelger’, maar daarnaast worden ook ‘met bloed bevlekte’ en ‘muurbestormer’ gebruikt (Ilias V 450-460).
Er wordt ook wel gezegd dat de oorlogen niet door Ares ontstaan, maar dat Ares er pas komt als ze al bezig zijn. Hoewel hij houdt van de bloedbaden, respecteert hij de regels.
Zijn geboorteplaats en ware huis werd aan de rand van de Griekse wereld gedacht, onder de barbaarse en oorlogszuchtige Thraciërs (Ilias XIII 301; Ovidius). Hij trok zich dan ook terug in Thracië, nadat hij samen met Aphrodite was betrapt in bed. De twee geliefden werden in het bed waarin zij de liefde bedreven door een listige val gevangen: het bed dat Hephaistos en zijn vrouw Aphrodite gewoonlijk deelden. Het bed werd met een, door Hephaistos gemaakt, net van ijzeren kettingen tegen het plafond geslingerd, waardoor zij in elkaar verstrengeld gevangen werden. Op deze wijze wist Hephaistos het overspel bekend te maken (Odyssee VIII 303-304.). De schande deed Aphrodite en Ares vluchten van Olympos. Ares vertrok naar Thracië, en Aphrodite naar Paphos (Odyssee VIII 348-355.).
Hoewel Ares' half-zus Athena ook oorlogsgodheid is, is Athena de godin van de strategische oorlogsvoering terwijl Ares meer de god is van het onvoorspelbare geweld van de oorlog met al zijn mogelijke uitkomsten.

## Ares' eredienst en epikleses
In Tegea werd Ares vereerd onder de epiklese "Gynaikothoinas", d. i. gevierd door vrouwen.
Deze naam dankte hij aan het feit dat Marpessa, toen haar stad door de Lakedaimoniërs zeer in het nauw gebracht werd, alle vrouwen en meisjes had bewapend, die in staat waren de wapenen te dragen om de mannen te hulp te komen, een schitterende overwinning behaalde, waarvoor de vrouwen een feest ter ere van Ares instelden, dat alleen door vrouwen mocht worden gevierd (Paus., VIII 48.4.).
Daarnaast werd hij ook nog onder de naam Ares "Aphneios", d. i. de overvloedige, vereerd op de berg Kresios, nabij Tegea, omdat hij daar zijn zoon Aeropos wiens moeder Aerope was gestorven bij de geboorte toeliet nog in overvloed melk te drinken van de borst van zijn reeds overleden moeder (Paus., VIII 44.7.). Hij had verder in Arcadië ook nog een altaar in Megalopolis (Paus., VIII 32.3.) en in het heiligdom van Despoine nabij Akakesion (Paus., VIII 37.12.).
Onder de naam Ares "Hippios", d. i. van de paarden, werd hij samen met Athena Hippias vereerd in Olympia, waar de Eliërs een keer in de maand offers brachten op alle altaren die daar aanwezig waren (Paus., V 15.6.).
Langs de weg van Therapne naar Sparta had hij een heiligdom onder de naam Ares "Theritas" (Θηρίτας), waarvan Pausanias (III 19.7.) zegt dat men geloofde dat deze bijnaam was afgeleid van de naam van zijn voedster Thero - waarvoor Pausanias een Kolkidische oorsprong ziet -, maar zelf eerder meende dat het "brutale" betekende. Sam Wide oppert de stelling dat de naam weleens van Boeotische oorsprong zou kunnen zijn. Het is echter ook mogelijk dat het om een pre-Dorische cultus gaat daar dit oudste heiligdom voor Ares in Laconië in de oudste stad van het Griekse vasteland, Therapne gelegen was.
Te Athene waren de naar hem genoemde heuvel Areios Pagos (Areopagus) en het daar gevestigde gerechtshof hem geheiligd. Hij zelf was echter de eerste geweest, die op deze heuvel door de onsterfelijke goden tot rekenschap geroepen werd, daar ook hij zich aan de vastgestelde orde en wet moest onderwerpen. Halirrhothios namelijk, de zoon van Poseidon, onteerde Alkippe, de dochter van Ares, en deze overviel hem daarop en doodde hem. Toen nu Poseidon de moordenaar voor de rechtbank van de goden daagde, spraken deze hem van alle schuld vrij.
Over het geheel bewees men in Griekenland aan Ares minder eer dan aan andere goden, ofschoon hij hier en daar tempels, altaren en beelden had. Slechts in Thebe en in het door volksstammen bewoonde Thracië werd hij niet op de achtergrond geschoven. Het laatstgenoemde land was zijn lievelingsverblijf, omdat de goden van de rivieren van dit land, de Hebros, Tmolos en Strimon golden voor zijn zonen, en de bloedige mensenoffers, die men hem aldaar bracht, schenen met het bloeddorstige karakter van de god van de oorlog, tenminste in de ruwere tijden, volmaakt overeen te stemmen. In Scythië, waar hij onder het zinnebeeld van een zwaard vereerd werd, offerde men hem paarden en mensen, en wel iedere honderdste man van de gevangenen.

## Ares in relatie tot andere goden en stervelingen
Zijn woestheid maakt hem zelfs bij de onsterfelijke goden, bij zijn vader Zeus en vooral bij Athena gehaat. Meer dan eens verwondde deze laatste hem in de strijd voor Troje, waar zij de Grieken, hij de Trojanen bijstond. Zij richtte ook de lans van Diomedes, die het lukte daarmee de god te verwonden. Toen schreeuwde hij zo hard als 9000 of 10000 mannen tezamen zouden schreeuwen.
Hij wordt door Athena telkenmale overwonnen, omdat hij strijdt uit wilde lust om te strijden maar zonder beleid, orde of regelmaat, terwijl Athena de grote begaafdheid van haar geest ook in de strijd niet verloochent. Hij bekommert zich niet om wat recht is of onrecht, noch om het heil van het overwinnende, noch om de rampen van het overwonnen volk.

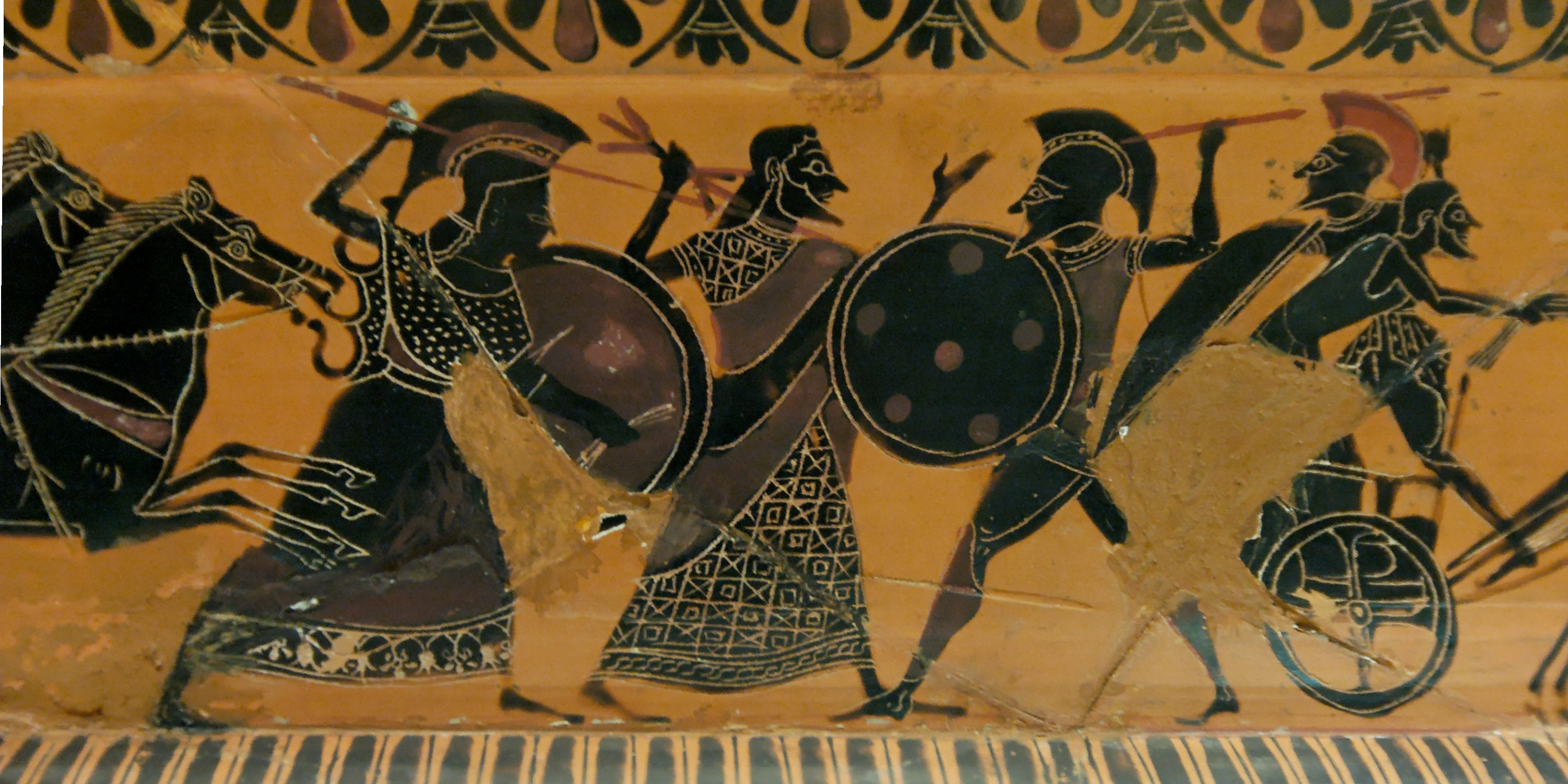
Zeus (midden) scheidt Athena (links) en Ares (rechts) terwijl Kyknos (uiterst rechts) vlucht en Herakles (hier niet te zien) in zijn strijdwagen nadert (uiterst links) (Attische zwartfigurige voluutkrater, ca. 540–510 v.Chr.)

Herhaalde malen schildert Homeros hem aldus ten strijde gaande, nu eens de scharen voor zich vellende, dan weer zelf overwonnen, en, zoals we reeds zagen, gewond de strijd verlatende. Nadat Diomedes de god getroffen had ging deze in een nevel gehuld naar de Olympos, liet zich door Paieon genezen en beklaagde zich bij Zeus over Athena, die hem die smaad had aangedaan, maar Zeus hoorde niet naar zijn klacht. Ook Athena zelf wierp hem eens met een zware steen ter aarde, zodat hij onder wapengekletter op de grond viel en met zijn geweldig lichaam zeven morgen van land bedekte, en toen Aphrodite hem uit de strijd wilde wegvoeren, sloeg Athena haar op de borst met haar krachtige hand, zodat ook zij ter aarde viel. Met Herakles was hij tweemaal verwikkeld in handgemeen. De eerste keer viel Ares de held aan, nadat deze zijn zoon Kyknos gedood had. Met zijn speer rende hij op Herakles los, doch Athena wendde die af en de held kon daarop de god met zijn zwaard bereiken. De tweede keer scheidde Zeus met zijn bliksem zijn beide met elkaar strijdende zonen.
De zonen van Aloeus, de Aloïden Othos en Ephialtes, overmande de woeste god, boeiden hem en hielden hem dertien maanden lang gevangen in een koperen vat, totdat Hermes hem door list wist te bevrijden.

Ofschoon Ares dus in de voorstelling van de Grieken de wildste en meest ontembare was van alle Olympische goden, en de veroorzaker van dood, pest en allerlei jammerlijk onheil, werd toch ook van hem verhaald, dat hij de innigste liefde genoten had van de bekoorlijke Aphrodite.
Bekend is uit de Odyssee de mythe, dat beiden eens door de kreupele Hephaistos, de wettige gemaal van Aphrodite, overvallen, in een kunstrijk net listig gevangen en aan de bespotting van al de goden prijsgegeven werden.

### Ares' kinderen
Het beroemdste kind van deze heimelijke vereniging was de naderhand met Kadmos gehuwde Harmonia, de goddelijke eendracht. Zoals deze het lieftallige karakter van de moeder bezat, zo hadden de zonen Deimos en Phobos, die, naar men verhaalt, uit dezelfde verbintenis waren voortgesproten, de geaardheid van hun vader. Ook Eros en Anteros zouden uit dit ouderpaar gesproten te zijn. Ares bezat geen wettige gade, doch hij verwekte bij sterfelijke vrouwen en nimfen een menigte kinderen, waaronder uitstekende helden. Ook de door Kadmos gedode draak was geboren uit de verbintenis van Ares met de Boeotische bronnimf Tilphossa. Zijn zoon Kyknos verwekte hij bij Pelopia of Pyrene. Bij Enyo verwekte hij Enyalios. De tweeling Lykastos en Parrhasios, die hij bij Philonome kreeg, zouden de eerste heersers over Arkadië zijn. Chryse schonk hem zijn zoon Phlegyas. Bij Triteia had hij een zoon Melanippos (Paus., VII 22.8.).

## Ares' gezellen
Wanneer hij zijn schitterende wapenrusting aantrekt, brengen hem zijn beide zonen Deimos en Phobos (Vrees en Schrik) zijn gouden strijdwagen. Zij vergezellen steeds hun vader, terwijl de tweedracht zaaiende Eris, die door Homeros de zuster en vriendin van de mannenverdelgende Ares (βροτολοιγός / brotoloigós) wordt genoemd, de wagen van de moordende god vooruitsnelt. Ook Enyo, de stedenverwoestster, naar welke hij zelf ook "Enyalios" (Ἐνυάλιος) wordt genoemd, is bestendig aan zijn zijde. Ook Kydoimos, een personificatie van het rumoer van de strijd, kwam steeds voor in zijn gevolg.

## Ares' attributen

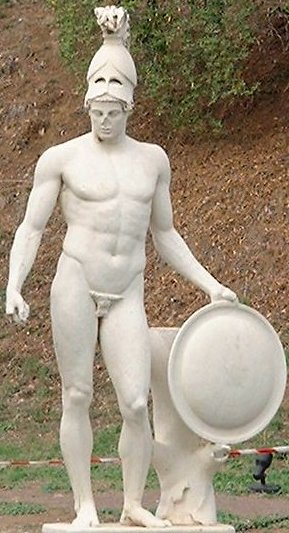
"Ares" uit de Villa Hadriana (Romeinse kopie naar Grieks origineel?).

Ares had een quadriga getrokken door vier met gouden hoofdstelsels getoomde (Ilias V 352.) vuur-ademende onsterfelijke hengsten. Onder de goden onderscheidde Ares zich door zijn brutaal pantser. Hij zwaaide ook met zijn speer in strijd. Zijn heilige vogels waren de kerkuil, spechten en voornamelijk de gier. Daarnaast waren aan Ares ook de wolf, het paard, het everzwijn en de haan (zie Alectryo) gewijd.
Volgens de Argonautica (II 382 ff en 1031ff; Hyginus, Fabulae 30) waren de "vogels van Ares" (Ornithes Areioi) een zwerm van veerpijldroppende vogels die het schrijn van de god bij de Amazonen op een kusteiland in de Zwarte Zee bewaakten. In Sparta werd het chtonische nachtelijke offer van een puppy aan Enyalios aangepast aan de cultus van Ares.
In de klassieke Griekse kunst waren zijn gebruikelijke attributen een helm met schild en een lans.

## Ares in de kunsten
Dat de kunstenaars aan deze god een schone vorm trachtten te geven en daarmee een juiste uiting gaven aan de voorstellingen van het Griekse volk, laat zich reeds daaruit opmaken, dat men zich hem dacht als de door Aphrodite het meest beminde god. De meeste beelden, die van hem over zijn, tonen hem ons dan ook met zachtere gelaatstrekken dan men van de barse, ruwe god van de oorlog zou verwachten, omdat zij juist deze meest poëtische trek uit de mythe van Ares opvatten, dat hij, de wildste, de meest ontembare van alle goden voor de tovermacht van de godin van de liefde heeft moeten bukken.
Zijn haar is doorgaans kroes en kort, zijn ogen klein, zijn neusgaten wijd geopend - een teken van hartstocht - en zijn nek en zijn ganse lichaam gespierd. Meestal wordt hij baardeloos afgebeeld; alleen de oudste beeldhouwers hebben hem voorgesteld met een baard. Zijn ganse lichaamsbouw en zijn houding geven kracht te kennen.
Bij de treurspeldichters komt Ares eveneens voor als de god van alle onheil, van besmettelijke ziekten en misgewas. Latere schrijvers doen hem aan de strijd van de Giganten deelnemen. Na eerst enkelen van hen gedood te hebben moest hij uiteindelijk de gedaante van een vis aannemen om verborgen te blijven voor de geweldige Typhoeus, die hem vervolgde.
Enige trekken van de Griekse Ares vindt men terug in het wezen van de Romeinse krijgsgod Mars.